# Vanhouttea hilariana
Vanhouttea hilariana är en tvåhjärtbladig växtart som beskrevs av Chautems. Vanhouttea hilariana ingår i släktet Vanhouttea och familjen Gesneriaceae. Inga underarter finns listade i Catalogue of Life.